# ハインツ・ウォジピヴォ
ハインツ・ウォジピヴォ（Heinz Wossipiwo、1951年1月25日 - ）はドイツザクセン州フォークトラント郡Sohl出身の元スキージャンプ選手。現在はクリンゲンタールの地域スポーツクラブでトレーナーをしている。

## プロフィール
現役時代はクリンゲンタールスポーツクラブ(w:de:SC Dynamo Klingenthal)でハリー・グラスの指導のもと競技を行った。
1971/72シーズンのジャンプ週間に初出場、総合4位となった。3月の第1回スキーフライング世界選手権ではヴァルター・シュタイナー（スイス）に次いで銀メダルを獲得した。1973年のスキーフライング世界選手権（オーベルストドルフ）では169mの世界最長記録（当時）を樹立した。
1974年ノルディックスキー世界選手権では90m級個人で銀メダルを獲得。
1975年に現役引退した。